# Rallye Argentinien 2006

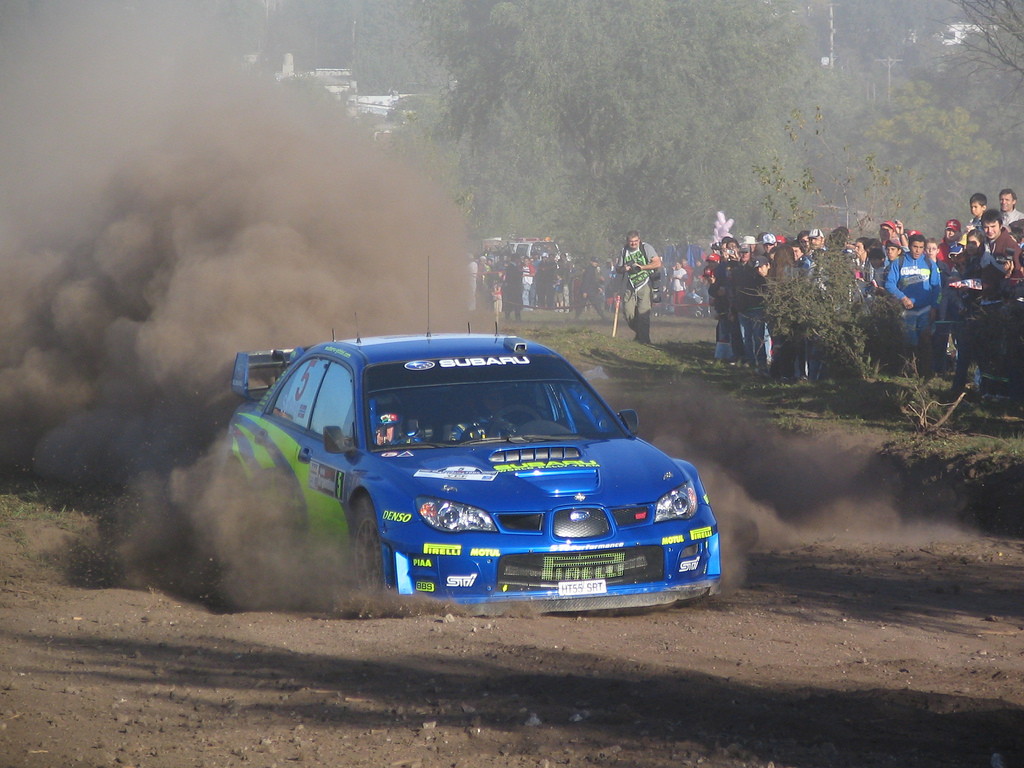
Petter Solberg im Subaru Impreza WRC während der Rallye Argentinien 2006 Shakedown.

Die 26. Rallye Argentinien war der 6. Lauf zur FIA-Rallye-Weltmeisterschaft 2006. Sie dauerte vom 27. bis zum 30. April 2006 und es waren insgesamt 22 Wertungsprüfungen (WP) zu fahren.

## Klassifikationen

### Endergebnis
| WRC     |                     |                      |                          |           |                 |    |
| 01      | Sébastien Loeb      | Daniel Elena         | Citroën Xsara WRC        | 4:06:51.3 | 00:00.0 0:00.0  | 10 |
| 02      | Petter Solberg      | Phil Mills           | Subaru Impreza S12 WRC   | 4:07:35.9 | 00:44.6 0:44.6  | 8  |
| 03      | Gianluigi Galli     | Giovanni Bernacchini | Peugeot 307 WRC          | 4:10:15.6 | 03:24.3 2:39.7  | 6  |
| 04      | Manfred Stohl       | Ilka Minor           | Peugeot 307 WRC          | 4:10:31.3 | 03:10.0 0:15.7  | 5  |
| 05      | Dani Sordo          | Marc Martí           | Citroën Xsara WRC        | 4:12:31.5 | 05:40.2 2:00.2  | 4  |
| 06      | Chris Atkinson      | Glenn Macneall       | Subaru Impreza S12 WRC   | 4:12:35.1 | 05:43.8 0:03.6  | 3  |
| 07      | Henning Solberg     | Cato Menkerud        | Peugeot 307 WRC          | 4:16:20.0 | 09:28.7 3:44.9  | 2  |
| 08      | Matthew Wilson      | Michael Orr          | Ford Focus RS WRC        | 4:17:25.9 | 10:34.6 1:05.9  | 1  |
| 09      | Luís Pérez Companc  | Jose Maria Volta     | Ford Focus RS WRC        | 4:17:43.6 | 10:52.3 0:17.7  | 0  |
| 10      | Marcus Grönholm     | Timo Rautiainen      | Ford Focus RS WRC        | 4:21:00.0 | 14:08.7 3:16.4  | 0  |
| PWRC    |                     |                      |                          |           |                 |    |
| 01 (15) | Nasser Al-Attiyah   | Chris Patterson      | Subaru Impreza STi       | 4:32:44.0 | 00:00.0         | 10 |
| 02 (16) | Leszek Kuzaj        | Maciej Szczepaniak   | Subaru Impreza STi       | 4:34:14.4 | 01:30.4         | 8  |
| 03 (21) | Mirco Baldacci      | Giovanni Agnese      | Mitsubishi Lancer Evo IX | 4:46:52.2 | 14:08.2 12:37.8 | 6  |
| JWRC    |                     |                      |                          |           |                 |    |
| 01 (19) | Guy Wilks           | Phil Pugh            | Suzuki Swift S1600       | 4:44:46.9 | 00:00.0         | 10 |
| 02 (22) | Patrick Sandell     | Emil Axelsson        | Renault Clio S1600       | 4:54:06.4 | 09:19.5         | 8  |
| 03 (34) | Per-Gunar Andersson | Jonas Andersson      | Suzuki Swift S1600       | 5:13:47.9 | 29:01.0 19:41.5 | 6  |

Insgesamt wurden 57 von 68 gemeldeten Fahrzeugen klassiert.

### Wertungsprüfungen
| Tag                       | WP                               | Name             | Länge   | Start MEZ       | Gewinner         | Co-Pilot               | Auto                   | Zeit            | Leader          |
| Tag 1 27. April           |                                  |                  |         |                 |                  |                        |                        |                 |                 |
| ------------------------- | -------------------------------- | ---------------- | ------- | --------------- | ---------------- | ---------------------- | ---------------------- | --------------- | --------------- |
| Tag 1 27. April           | WP1                              | Super Especial 1 | 2,20 km | 21:05           | Petter Solberg   | Phil Mills             | Subaru Impreza S12 WRC | 02:26.4         | Petter Solberg  |
| Tag 1 27. April           | WP2                              | Super Especial 2 | 2,20 km | 21:08           | Marcus Grönholm  | Timo Rautiainen        | Ford Focus RS WRC      | 02:25.9         | Marcus Grönholm |
| Tag 2 28. April           |                                  |                  |         |                 |                  |                        |                        |                 | Marcus Grönholm |
| Service Córdoba 09:15 Uhr |                                  |                  |         |                 |                  |                        |                        |                 | Marcus Grönholm |
| WP3                       | Ascochinga - La Cumbre 1         | 23,28 km         | 10:33   | Petter Solberg  | Phil Mills       | Subaru Impreza S12 WRC | 14:49.8                | Petter Solberg  |                 |
| WP4                       | Capilla del Monte - San Marcos 1 | 22,95 km         | 11:36   | Sébastien Loeb  | Daniel Elena     | Citroën Xsara WRC      | 17:27.0                | Petter Solberg  |                 |
| WP5                       | San Marcos - Cuchi Corral 1      | 29,24 km         | 12:13   | Sébastien Loeb  | Daniel Elena     | Citroën Xsara WRC      | 11:39.7                | Marcus Grönholm |                 |
| WP6                       | Cabalango - Carlos Paz 1         | 14,53 km         | 13:46   | Marcus Grönholm | Timo Rautiainen  | Ford Focus RS WRC      | 09:51.9                | Marcus Grönholm |                 |
| Service Córdoba 14:56 Uhr |                                  |                  |         |                 |                  |                        |                        | Marcus Grönholm |                 |
| WP7                       | La Falda - Villa Giardino 1      | 11,77 km         | 16:44   | Sébastien Loeb  | Daniel Elena     | Citroën Xsara WRC      | 07:34.9                | Marcus Grönholm |                 |
| WP8                       | Capilla del Monte - San Marcos 2 | 22,95 km         | 17:29   | Sébastien Loeb  | Daniel Elena     | Citroën Xsara WRC      | 17:10.8                | Sébastien Loeb  |                 |
| WP9                       | San Marcos - Cuchi Corral 2      | 19,24 km         | 18:06   | Petter Solberg  | Phil Mills       | Subaru Impreza S12 WRC | 11:30.0                | Sébastien Loeb  |                 |
| WP10                      | La Cumbre - Agua de Oro 1        | 21,37 km         | 18:59   | Manfred Stohl   | Ilka Minor       | Peugeot 307 WRC        | 18:26.3                | Sébastien Loeb  |                 |
| Service Córdoba 20:17 Uhr |                                  |                  |         |                 |                  |                        |                        | Sébastien Loeb  |                 |
| Tag 3 29. April           |                                  |                  |         |                 |                  |                        |                        | Sébastien Loeb  |                 |
| Service Córdoba 08:39 Uhr |                                  |                  |         |                 |                  |                        |                        | Sébastien Loeb  |                 |
| WP11                      | La Falda - Villa Giardino 2      | 11,77 km         | 10:07   | Marcus Grönholm | Timo Rautiainen  | Ford Focus RS WRC      | 07:45.6                | Sébastien Loeb  |                 |
| WP12                      | La Cumbre - Agua de Oro 2        | 21,37 km         | 10:48   | Marcus Grönholm | Timo Rautiainen  | Ford Focus RS WRC      | 18:19.0                | Sébastien Loeb  |                 |
| WP13                      | Ascochinga - La Cumbre 2         | 23,28 km         | 11:41   | Xevi Pons       | Carlos de Barrio | Citroën Xsara WRC      | 15:06.1                | Sébastien Loeb  |                 |
| WP14                      | Cabalango - Carlos Paz 2         | 14,53 km         | 13:24   | Sébastien Loeb  | Daniel Elena     | Citroën Xsara WRC      | 09:46.7                | Sébastien Loeb  |                 |
| Service Córdoba 14:34 Uhr |                                  |                  |         |                 |                  |                        |                        | Sébastien Loeb  |                 |
| WP15                      | Santa Rosa - San Agustin 1       | 21,41 km         | 16:42   | Marcus Grönholm | Timo Rautiainen  | Ford Focus RS WRC      | 13:08.5                | Sébastien Loeb  |                 |
| WP16                      | Las Bajadas - Villa del Dique    | 16,35 km         | 17:35   | Petter Solberg  | Phil Mills       | Subaru Impreza S12 WRC | 08:50.5                | Sébastien Loeb  |                 |
| WP17                      | Amboy - Santa Monica             | 20,29 km         | 18:21   | Petter Solberg  | Phil Mills       | Subaru Impreza S12 WRC | 10:30.1                | Sébastien Loeb  |                 |
| WP18                      | Santa Rosa - San Agustin 2       | 21,41 km         | 19:26   | Marcus Grönholm | Timo Rautiainen  | Ford Focus RS WRC      | 13:02.5                | Sébastien Loeb  |                 |
| Service Córdoba 21:06 Uhr |                                  |                  |         |                 |                  |                        |                        | Sébastien Loeb  |                 |
| Tag 4 30. April           |                                  |                  |         |                 |                  |                        |                        | Sébastien Loeb  |                 |
| Service Córdoba 09:30 Uhr |                                  |                  |         |                 |                  |                        |                        | Sébastien Loeb  |                 |
| WP19                      | Mina Clavero - Giulio Cesare     | 20,08 km         | 11:43   | Manfred Stohl   | Ilka Minor       | Peugeot 307 WRC        | 17:03.2                | Sébastien Loeb  |                 |
| WP20                      | El Condor - Copina               | 16,82 km         | 12:33   | Petter Solberg  | Phil Mills       | Subaru Impreza S12 WRC | 13:40.2                | Sébastien Loeb  |                 |
| Service Córdoba 13:46 Uhr |                                  |                  |         |                 |                  |                        |                        | Sébastien Loeb  |                 |
| WP21                      | Super Especial 3                 | 2,20 km          | 15:05   | Marcus Grönholm | Timo Rautiainen  | Ford Focus RS WRC      | 02:22.5                | Sébastien Loeb  |                 |
| WP22                      | Super Especial 4                 | 2,20 km          | 15:08   | Matthew Wilson  | Michael Orr      | Ford Focus RS WRC      | 02:23.7                | Sébastien Loeb  |                 |

### Gewinner Wertungsprüfungen
| WP                       | Anzahl | Fahrer          | Auto                   |
| ------------------------ | ------ | --------------- | ---------------------- |
| 2, 6, 11, 12, 15, 18, 21 | 7      | Marcus Grönholm | Ford Focus RS WRC      |
| 1, 3, 9, 16, 17, 20      | 6      | Petter Solberg  | Subaru Impreza S12 WRC |
| 4, 5, 7, 8, 14           | 5      | Sébastien Loeb  | Citroën Xsara WRC      |
| 10, 19                   | 2      | Manfred Stohl   | Peugeot 307 WRC        |
| 13                       | 1      | Xevi Pons       | Citroën Xsara WRC      |
| 22                       | 1      | Matthew Wilson  | Ford Focus RS WRC      |

### Fahrer-WM nach der Rallye
| Pos. | Fahrer          | Punkte |
| ---- | --------------- | ------ |
| 1    | Sébastien Loeb  | 56     |
| 2    | Marcus Grönholm | 35     |
| 3    | Dani Sordo      | 24     |
| 4    | Manfred Stohl   | 18     |
| 5    | Petter Solberg  | 18     |

### Team-Weltmeisterschaft
| Pos. | Team               | Punkte |
| ---- | ------------------ | ------ |
| 1    | Kronos Citroën WRT | 69     |
| 2    | Ford WRT           | 57     |
| 3    | Subaru WRT         | 51     |
| 4    | Peugeot Norway     | 31     |